# 卵管漏斗

子宮と卵管

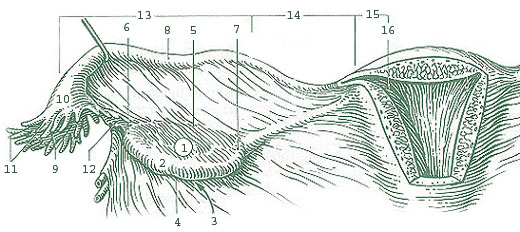
10が卵管漏斗

卵管漏斗（らんかんろうと、英: infundibulum of uterine tube）とは、雌の卵管における部位の呼称である。卵巣と卵管膨大部の中間に位置し、内部は線毛に取り囲まれている。卵管漏斗の一部分である卵巣采（en:ovarian fimbria）は、卵巣に接触する。